# Архип-Ёль
Архип-Ёль — река в России, протекает по территории Троицко-Печорского района Республики Коми. Устье реки находится в 38 км по правому берегу реки Илыч. Длина реки — 12 км.
Река берёт начало в юго-западной части болота Когельнюр примерно в 25 км к северо-западу от посёлка Приуральский и в 45 км к востоку от Троицко-Печорска. Всё течение проходит в ненаселённой холмистой тайге, генеральное направление течения — юг. Впадает в Илыч чуть ниже устья Когеля.

## Данные водного реестра
По данным государственного водного реестра России относится к Двинско-Печорскому бассейновому округу, водохозяйственный участок реки — Печора от истока до водомерного поста у посёлка Шердино, речной подбассейн реки — Бассейны притоков Печоры до впадения Усы. Речной бассейн реки — Печора.